# Neosphaeromias afrotropicalis
Neosphaeromias afrotropicalis är en tvåvingeart som beskrevs av Clastrier 1983. Neosphaeromias afrotropicalis ingår i släktet Neosphaeromias och familjen svidknott.
Artens utbredningsområde är Guinea. Inga underarter finns listade i Catalogue of Life.